# Benjamin Henrichs
Benjamin Henrichs (Bocholt, 23 februari 1997) is een Duits voetballer van Ghanese afkomst die doorgaans als offensieve middenvelder speelt. Hij verruilde AS Monaco in juli 2021 voor RB Leipzig, dat hem in het voorgaande seizoen al huurde. Henrichs debuteerde in 2016 in het Duits voetbalelftal.

## Clubcarrière

### Bayer Leverkusen
Henrichs verruilde amateurclub SpVg. Porz op zevenjarige leeftijd voor de jeugdopleiding van Bayer Leverkusen. Hier zette hij in april 2015 zijn handtekening onder zijn eerste profcontract. Hij debuteerde op 20 september 2015 voor Leverkusen in de Bundesliga, tegen Borussia Dortmund. Hij mocht bij een 3–0 achterstand invallen voor Karim Bellarabi. Borussia Dortmund won het duel met 3–0. Het volgende seizoen werd Henrichs een vaste waarde en kwam hij tot 29 competitieoptredens. Ook speelde hij dat jaar zijn eerste zeven wedstrijden in de Champions League. Henrichs' positie veranderde toen coach Roger Schmidt vertrok en Heiko Herrlich aantrad. Hij speelde daardoor in 2017/18 minder wedstrijden en begon in bijna de helft daarvan ook nog op de bank.

### AS Monaco
Henrichs tekende op 28 augustus 2018 een contract tot medio 2023 bij AS Monaco. De club betaalde circa €20.000.000,- voor hem aan Bayer Leverkusen. Er volgde een vergelijkbaar scenario. Na een eerste seizoen waarin hij meer dan twintig wedstrijden in de basis stond, trad er een nieuwe coach aan die de voorkeur aan andere spelers gaf. Na februari 2020 kwam hij helemaal niet meer in actie voor Monaco.

### RB Leipzig
Monaco verhuurde Henrichs in juli 2020 voor een jaar aan RB Leipzig, dat hem daarna definitief overnam. Hier ging hij juist steeds meer spelen en groeide hij in seizoen 2022/23 weer uit tot basisspeler. Henrichs won in 2021/22 de DFB-Pokal met Leipzig, de eerste grote prijs in de geschiedenis van de Duitse club. De finale tegen SC Freiburg werd beslist door middel van een strafschoppenreeks. Hierin benutte Henrichs de beslissende penalty. Leipzig en hij wonnen de nationale beker een jaar later opnieuw, deze keer door de finale met 2–0 te winnen van Eintracht Frankfurt. In mei 2024 verlengde hij zijn contract bij RB Leipzig tot 2028.

## Clubstatistieken
| Seizoen     | Club             | Competitie  | Competitie | Competitie | Beker | Beker | Internationaal | Internationaal | Totaal | Totaal |
| Seizoen     | Club             | Competitie  | Wed.       | Dlp.       | Wed.  | Dlp.  | Wed.           | Dlp.           | Wed.   | Dlp.   |
| ----------- | ---------------- | ----------- | ---------- | ---------- | ----- | ----- | -------------- | -------------- | ------ | ------ |
| 2015/16     | Bayer Leverkusen | Bundesliga  | 9          | 0          | 0     | 0     | 1              | 0              | 10     | 0      |
| 2016/17     | Bayer Leverkusen | Bundesliga  | 29         | 0          | 1     | 0     | 7              | 0              | 37     | 0      |
| 2017/18     | Bayer Leverkusen | Bundesliga  | 23         | 0          | 5     | 0     | —              | —              | 28     | 0      |
| 2018/19     | Bayer Leverkusen | Bundesliga  | 1          | 0          | 0     | 0     | —              | —              | 1      | 0      |
| 2018/19     | AS Monaco        | Ligue 1     | 22         | 1          | 3     | 0     | 4              | 0              | 29     | 1      |
| 2019/20     | AS Monaco        | Ligue 1     | 13         | 0          | 2     | 0     | —              | —              | 15     | 0      |
| 2020/21     | → RB Leipzig     | Bundesliga  | 13         | 0          | 4     | 0     | 3              | 0              | 20     | 0      |
| 2021/22     | RB Leipzig       | Bundesliga  | 22         | 3          | 5     | 0     | 10             | 0              | 37     | 3      |
| 2022/23     | RB Leipzig       | Bundesliga  | 30         | 2          | 6     | 2     | 7              | 0              | 43     | 4      |
| 2023/24     | RB Leipzig       | Bundesliga  | 33         | 1          | 3     | 0     | 6              | 0              | 42     | 1      |
| Club totaal | Club totaal      | Club totaal | 195        | 7          | 29    | 2     | 38             | 0              | 262    | 9      |

Bijgewerkt t/m 28 mei 2023

## Interlandcarrière

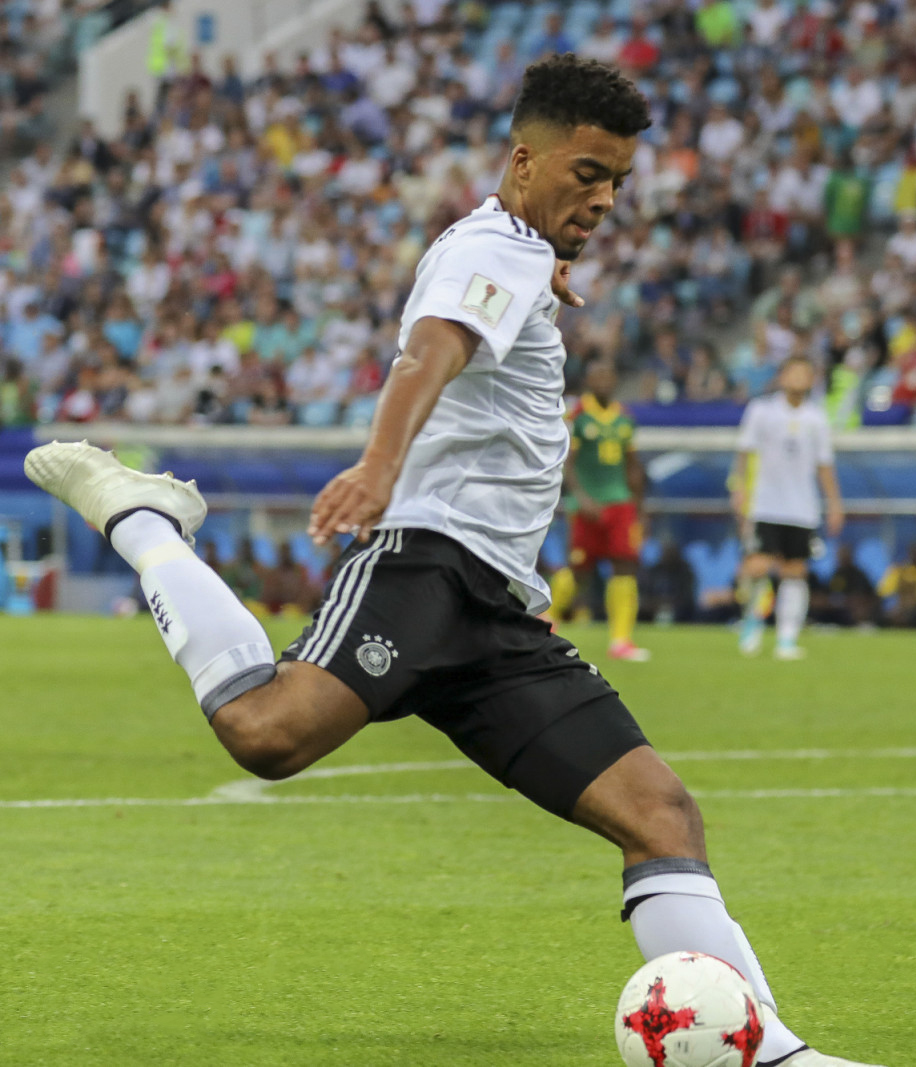
Henrichs in 2017 met Duitsland

Henrichs speelde in verschillende Duitse nationale jeugdelftallen. Hij nam met Duitsland –17 deel aan het EK –17 van 2014, met Duitsland –19 aan het EK –19 van 2016 en bereikte met Duitsland –21 de finale van het EK –21 van 2019. Hij was daarnaast met het Duits olympisch team actief op de Olympische Zomerspelen 2020.
Henrichs maakte op 11 november 2016 zijn debuut in het Duits voetbalelftal, in een WK-kwalificatiewedstrijd tegen San Marino (8–0). Hij won in juni 2017 met Duitsland de FIFA Confederations Cup 2017. Hij was dat toernooi zelf actief in een groepswedstrijd en in de halve finale. Henrichs raakte daarna uit beeld bij de nationale ploeg, tot hij eind 2020 speeltijd kreeg in zowel een oefeninterland als in de UEFA Nations League. Hij behoorde niet tot de selectie voor het EK 2020 en ook niet in die voor het WK 2022. Bondscoach Hansi Flick gaf hem daarna wel weer speeltijd tijdens verschillende oefeninterlands in juni 2023. Dit veranderde niet onder Julian Nagelsmann de opvolger van Flick. Henrichs werd door hem geselecteerd voor het EK 2024 in eigen land. Duitsland werd groepswinnaar in een groep met Schotland, Hongarije en Zwitserland en won in de achtste finales van Denemarken (2–0), maar werd in de kwartfinales na een verlenging uitgeschakeld door Spanje (2–1). Henrichs kwam op het toernooi enkel in actie tegen Denemarken als invaller.

## Erelijst
| DFB-Pokal | 2× | 2021/22, 2022/23 |

1 Gulácsi ·
3 Geertruida ·
4 Orbán  ·
5 Bitshiabu ·
6 Elmas ·
7 Nusa ·
8 Haidara ·
9 Poulsen ·
10 Simons ·
11 Openda ·
13 Seiwald ·
14 Baumgartner ·
16 Klostermann ·
18 Vermeeren ·
19 Silva ·
20 Ouédraogo ·
22 Raum ·
23 Lukeba ·
24 Schlager ·
25 Zingerle ·
26 Vandevoordt ·
30 Šeško ·
31 Sakar ·
39 Henrichs ·
44 Kampl ·
47 Gebel ·
Coach: Rose
· Assistent-coach: Geideck
· Assistent-coach: Zickler
1 Trapp ·
2 Mustafi ·
3 Hector ·
4 Ginter ·
5 Plattenhardt ·
6 Henrichs ·
7 Draxler  ·
8 Goretzka ·
9 Wagner ·
10 Demirbay ·
11 Werner ·
12 Leno ·
13 Stindl ·
14 Emre Can ·
15 Younes ·
16 Rüdiger ·
17 Süle ·
18 Kimmich ·
20 Brandt ·
21 Rudy ·
22 Ter Stegen ·
Coach: Löw
1 Neuer ·
2 Rüdiger ·
3 Raum ·
4 Tah ·
5 Groß ·
6 Kimmich ·
7 Havertz ·
8 Kroos ·
9 Füllkrug ·
10 Musiala ·
11 Führich ·
12 Baumann ·
13 Müller ·
14 Beier ·
15 Schlotterbeck ·
16 Anton ·
17 Wirtz ·
18 Mittelstädt ·
19 Sané ·
20 Henrichs ·
21 Gündoğan  ·
22 Ter Stegen ·
23 Andrich ·
24 Koch ·
25 Can ·
26 Undav ·
Coach: Nagelsmann